# حمید بابازاده
حمید آقا بابازاده (زاده ۹ اردیبهشت ۱۳۴۲ در تهران) دروازه‌بان تیم ملی ایران و مربی دروازه‌بان‌های سابق تیم فوتبال استقلال تهران می‌باشد. وی سابقه فعالیت در کادر فنی تیم ملی ایران، سپاهان اصفهان و استیل آذین تهران را نیز در کارنامه دارد و بیشتر با امیر قلعه‌نویی همکاری می‌کرد.
وی عضو تیم ملی فوتسال ایران در جام جهانی فوتسال ۱۹۹۲ بوده‌است.
حمید بابازاده در کشور آمریکا زندگی می‌کند و اقامت این کشور را دارد.
.

## افتخارات
بازیکن
تیم ملی فوتسال ایران
مقام چهارم جهان در جام جهانی فوتسال ۱۹۹۲
باشگاه فوتبال استقلال تهران
قهرمان جام باشگاه‌های آسیا ۹۱–۱۹۹۰
نایب قهرمان جام باشگاه‌های آسیا ۱۹۹۱
قهرمان جام حذفی فوتبال ایران ۷۵–۱۳۷۴
قهرمان جام باشگاه‌های تهران ۱۳۷۰
قهرمان  سوپر جام تهران ۱۳۷۳
مربی
قهرمان لیگ برتر ۸۸–۱۳۸۷ (مربی دروازه بانها)
قهرمان  لیگ برتر فوتبال ایران ۹۲–۱۳۹۱  //
سپاهان
قهرمان  لیگ برتر فوتبال ایران ۸۸–۱۳۸۷ //